# Barbus carcharhinoides
Barbus carcharhinoides är en fiskart som beskrevs av Stiassny, 1991. Barbus carcharhinoides ingår i släktet Barbus och familjen karpfiskar. IUCN kategoriserar arten globalt som akut hotad. Inga underarter finns listade.